# Trogosus
Trogosus és un gènere extint de mamífer cimolest del subordre dels til·lodonts, que visqué a Nord-amèrica durant l'Eocè. Se n'han trobat restes fòssils al Canadà, els Estats Units, el Japó i la Xina.
Feia 1,2 m de llargada. El cos gruixut, el cap curt i els peus plans feien que s'assemblés una mica als ossos d'avui en dia. Tanmateix, les grans incisives que creixien durant tota la vida el feien més similar a un rosegador gros. Pesava uns 150 kg i el crani feia 35 cm de llargada. Basant-se en el gran desgast de les dents molars, es creu que Trogosus s'alimentava de substàncies vegetals com ara arrels i tubercles.